# Francesco Gaudieri
Francesco Gaudieri (L'Aquila, 1º novembre 1917 – L'Aquila, agosto 2007) è stato un politico italiano.

## Biografia
Nato all'Aquila nel 1917, si laureò in lettere e diventò insegnante di liceo. Iscrittosi alla Democrazia Cristiana, fu sindaco dell'Aquila dal 1961 al 1965 e presidente della Provincia dell'Aquila dal 1970 al 1975; mentre ricopriva quest'ultima carica, scoppiarono i moti dell'Aquila, durante i quali Gaudieri decise le dimissioni temporanee della giunta provinciale, di concerto con quella comunale del capoluogo, guidata da Tullio De Rubeis. 
Morì nella sua città natale nell'agosto del 2007 all'età di 89 anni.